# Joo Hyun-jae
Đây là một tên người Triều Tiên, họ là Joo.
Joo Hyun-jae (tiếng Hàn: 주현재; sinh ngày 26 tháng 5 năm 1989) là một cầu thủ bóng đá Hàn Quốc thi đấu ở vị trí hậu vệ cho FC Anyang ở K League Challenge.